# Möldersbrief
Beim Möldersbrief handelt es sich um ein gefälschtes Schriftstück, das im Zweiten Weltkrieg durch den britischen Secret Intelligence Service ab Januar 1942, unmittelbar nach dem Unfalltod des populären deutschen Luftwaffenobersts Werner Mölders, im Rahmen der psychologischen Kriegsführung in Umlauf gebracht wurde und sich in kürzester Zeit verbreitete. In dem angeblichen Schreiben an einen Stettiner katholischen Propst namens Johst wies sich der Träger des Ritterkreuzes des Eisernen Kreuzes und in der NS-Propaganda als „Kriegsheld“ stilisierte Mölders kurz vor seinem Tod scheinbar als gläubiger Katholik mit einer tiefen religiösen Überzeugung aus, der Distanz zum Nationalsozialismus gehalten habe.
In zahllosen Abschriften tauchte dieses Schriftstück im gesamten deutschen Reichsgebiet und an der Front auf. Es wurde vor allem von katholischen und evangelischen Bevölkerungsschichten aufgegriffen und als „eindrucksvolles Dokument des katholischen Widerstandes gegen das NS-Regime“ interpretiert. Es war auch Grundlage für das Gerücht, Mölders sei wegen seiner katholischen Gesinnung im Rahmen des antichristlichen Feldzugs der NSDAP im Auftrag Himmlers abgeschossen worden. Spätestens seit den 1960er Jahren gilt als gesichert, dass Mölders Opfer zweier Motorendefekte des Flugzeugs wurde, in dem er als Passagier mitflog.
Die Wirkung des Möldersbriefes war enorm und ließ sich auch dadurch nicht stoppen, dass die Nationalsozialisten ihn sofort als Fälschung entlarvten, indem sie nachwiesen, dass es in Stettin keinen Propst Johst gab. Der britische Geheimdienst hatte sich diesen Namen ausgedacht, um den Verdacht des Regimes gegen die Verwandten von Hanns Johst zu richten, dem nationalsozialistischen Präsidenten der Reichsschrifttumskammer. Der Brief wurde zur Legende und hatte vor allem in katholischen und evangelischen Kreisen eine hohe Publizität. Er löste große Nervosität bis in die höchsten Spitzen des Regimes aus. Ein Kopfgeld von 100.000 RM war für die Ergreifung des Verfassers ausgesetzt. Auf Vervielfältigung und Weiterverbreitung des Briefes standen Verhaftung und Einweisung in ein Konzentrationslager.
1962 räumte der britische Geheimdienst ein, den gefälschten Brief seinerzeit lanciert zu haben. Dennoch wurde in Deutschland auch nach dem Zweiten Weltkrieg noch lange an die Echtheit des Briefes geglaubt. Noch Jahre nach der Bekanntwerdung des tatsächlichen Sachverhalts wurde am 9. November 1972 die Kaserne der II. Abteilung Fernmelderegiment 34 der deutschen Luftwaffe in Visselhövede nach Werner Mölders benannt. Erst 2005 wurde Mölders als Namensgeber für diese Bundeswehr-Kaserne und ein Jagdgeschwader der heutigen deutschen Luftwaffe durch den zu der Zeit amtierenden Bundesverteidigungsminister Peter Struck gestrichen.